# Plafon (gra karciana)
Plafon (fr. plafond – pułap, limit) – odmiana brydża z początku XX wieku, bardziej zaawansowana forma okszena, od którego różnił się zapisem, przede wszystkim niewliczaniem nadróbek do punktacji pod kreską (stąd pochodzi nazwa gry, zapowiedziany kontrakt był limitem, za jaki można otrzymać zapis pod kreską). Na podstawie plafona opracowano contract bridge, który z niewielkimi zmianami jest grany współcześnie jako brydż.

## Historia
Gra została spopularyzowana w Paryżu około 1918, a w 1922 Commision Française de Bridge uznała tę wersję brydża za obowiązującą. Wszystkie zasady nowej gry były takie same jak okszena, z wyjątkiem zasad o zapisywaniu nadróbek i innym zapisie punktów, w którym wprowadzono zróżnicowanie wysokości wpadek w zależności od stanu partii. W porównaniu z poprzednikiem, plafon wymagał więcej umiejętności licytacyjnych potrzebnych przy ustalaniu kontraktu.
Pomysł plafona, z zapisywaniem pod kreską tylko punktów za wylicytowany kontrakt, był znany i używany w Polsce już od około 1916. Do końca lat 20. w Polsce plafon praktycznie wyparł okszena. 
W późniejszym czasie plafon został całkowicie zastąpiony przez współczesnego brydża kontraktowego.
Zmodyfikowany zapis plafona funkcjonował w Polsce jako tzw. zapis polski. 

## Zapis
Punktacja według książki „Prawidłowy Bridge-Plafon” (Warszawa, 1931):
| Opis                                         | Punkty | Uwagi |
| -------------------------------------------- | --- | --- |
| Punkty za grę własną, pod kreską             | - bez atu: 10 - piki: 9 - kiery: 8 - kara: 7 - trefle: 6 | Kontra podwaja zapis, z rekontrą zapis liczy się poczwórnie. Na pierwszą dograną (partię) potrzeba 30 punktów, na drugą (robra) 40 punktów. |
| Premia za ugranie kontraktu (tzw. bien joue) | - 50 | Po partii premia dwa razy większa. |
| Punkty za nadróbki, nad kreską               | - Za każdą lewę: 50 | Po partii zapis podwójny. Kontra podwaja zapis, z rekontrą zapis liczy się poczwórnie.                                                      |
| Punkty za wpadki przeciwników, nad kreską    | - pierwsza lewa: 100 - druga i każda następna: 50 - kara za przegranego szlemika: 400 - kara za przegranego szlema: 800 | Po partii zapis podwójny. Kontra podwaja zapis, z rekontrą zapis liczy się poczwórnie.                                                      |
| Premie za wysokie wygrane, nad kreską        | - za dwanaście lew, niewylicytowany szlemik: 200 - za trzynaście lew, niewylicytowany szlem: 400 - za wylicytowanego szlemika: 600 - za wylicytowanego szlema: 1200 | |
| Premie za partię i robra                     | - za partię: 200 - za robra: 400 | |
| Premie za honory                             | - za 4 honory na ręku przy grze w kolor: 200 - za 4 honory na ręku i piąty u partnera przy grze w kolor: 300 - za 5 honorów ręku: 400 - za 3 asy w ręku przy grze w bez atu: 200 - za 3 asy w ręku i czwarty u partnera przy grze w bez atu: 300 - za 4 asy w ręku: 400 | Honorami są atutowe A, K, Q, J i 10 |

Ponieważ nadróbki w plafonie były bardzo wysoko punktowane, to opłacalną strategią było granie niżej niż pozwalała na to siła karty, zwłaszcza, gdy do zrobienia partii lub robra wystarczała gra częściowa. 

Granie niżej niż na to pozwalają karty nazywa się „plafonowaniem”. Plafonowanie jest o tyle korzystne, że zapisują się premie za nadrobione lewy i w ten sposób można zwiększyć wygraną lub zredukować przegraną. Opłaca się to szczególniej przy mocnej karcie (przy 4 do 5 gry), skoro do partji czy robra brak kilku punktów i, dla zrobienia jednej czy drugiego, wystarcza gra zwyczajna. Wtedy, jeżeli kontrpartnerzy nie przeszkodzą, gra się zwyczajne lub dwa, żeby plafonować. Grając np. 2, a zrobiwszy 5, zapisuje się za plafona, t.j. za 3 nadrobione lewy, 150 punktów, i za bien joue 50 p.